# Heaven & Hell Tour
Heaven & Hell Tour – trasa koncertowa grupy Black Sabbath, która promowała dziewiąty album studyjny grupy Heaven and Hell. Trasa rozpoczęła się 17 kwietnia 1980 roku koncertem w niemieckim mieście Aurich. Ostatni występ miał miejsce 2 lutego 1981 roku w St Austell.

## Program koncertów

### Typowy program
1. „Supertzar” (wstęp z taśmy)
2. „Neon Knights"
3. Bass Solo oparte na „Basically"
4. „N.I.B."
5. „Lady Evil"
6. „Sweet Leaf"/Drum Solo
7. „Children of the Sea"
8. „Black Sabbath"
9. „Heaven & Hell"
10. „Iron Man”/Guitar Solo/Instrumental Jam
11. Die Young"

Bisy:
1. „Paranoid"
2. „Children of the Grave"

### Inny program
1. „Supertzar” (wstęp z taśmy)
2. „War Pigs"
3. „Neon Knights"
4. Bass Solo oparte na „Basically"
5. „N.I.B."
6. „Lonely Is The World"
7. „Lady Evil"
8. „Sweet Leaf"/Drum Solo
9. „Children of the Sea"
10. „Black Sabbath"
11. „Heaven and Hell"
12. „Iron Man”/Guitar Solo/Instrumental Jam
13. „Die Young"

Bisy:
1. „Paranoid"
2. „Children of the Grave"

## Lista koncertów
1. 17 kwietnia 1980 – Aurich, Niemcy – Aurich City Hall
2. 18 kwietnia 1980 – Oldenburg, Niemcy – Weser-Ems-Halle
3. 19 kwietnia 1980 – Verl, Niemcy – East Westphalia Hall
4. 21 kwietnia 1980 – Fallingbostell, Niemcy – Heathland Hall
5. 22 kwietnia 1980 – Rendsburg, Niemcy – Northland Hall
6. 24 kwietnia 1980 – Wiedeń, Austria – Sofiensaal
7. 26 kwietnia 1980 – Landshut, Niemcy – Landshut Sports Hall
8. 30 kwietnia 1980 – Portsmouth, Anglia – Portsmouth Guildhall
9. 1 maja 1980 – Portsmouth, Anglia – Portsmouth Guildhall
10. 14 maja 1980 – Glasgow, Szkocja – Apollo Glasgow
11. 15 maja 1980 – Glasgow, Szkocja – Apollo Glasgow
12. 16 maja 1980 – Edynburg, Szkocja – Edinburgh Odeon
13. 18 maja 1980 – Newcastle, Anglia – Newcastle City Hall
14. 19 maja 1980 – Newcastle, Anglia –  Newcastle City Hall
15. 20 maja 1980 – Queensferry, Walia – Deeside Ice Arena
16. 22 maja 1980 – Manchester, Anglia – Manchester Apollo
17. 23 maja 1980 – Manchester, Anglia – Manchester Apollo
18. 24 maja 1980 – Birmingham, Anglia – Birmingham Odeon
19. 25 maja 1980 – Birmingham, Anglia – Birmingham Odeon
20. 26 maja 1980 – Leicester, Anglia – De Montfort Hall
21. 2 czerwca 1980 – Offenbach, Niemcy – Stadthalle Offenbach
22. 3 czerwca 1980 – Monachium, Niemcy – Circus Krone Building
23. 5 czerwca 1980 – Eppelheim, Niemcy – Rhein-Neckar-Halle
24. 6 czerwca 1980 – Neunkirchen, Niemcy – Hemmerleinhalle
25. 7 czerwca 1980 – Uhingen, Niemcy – Haldenberg Hall
26. 21 czerwca 1980 – Zurych, Szwajcaria – Klub Hardening
27. 26 czerwca 1980 – Brighton, Anglia – Brighton Arena
28. 2 lipca 1980 – El Paso, Teksas, USA – El Paso County Coliseum
29. 5 lipca 1980 – Dallas, Teksas, USA – Dallas Convention Center
30. 7 lipca 1980 – Corpus Christi, Teksas, USA – Memorial Coliseum
31. 8 lipca 1980 – Tulsa, Oklahoma, USA – Tulsa Assembly Center Arena (koncert niepotwierdzony)
32. 9 lipca 1980 – Norman, Oklahoma, USA – Lloyd Noble Center
33. 13 lipca 1980 – Houston, Teksas, USA – Robertson Stadium (festiwal Houston Rocks)
34. 14 lipca 1980 – San Antonio, Teksas, USA – San Antonio Convention Center
35. 17 lipca 1980 – Billings, Montana, USA – Yellowstone Metra (koncert niepotwierdzony)
36. 19 lipca 1980 – Seattle, Waszyngton, USA – Memorial Stadium (festiwal Seattle Summer Rock Jam)
37. 20 lipca 1980 – Salem, Oregon, USA – Oregon State Fair (festiwal Oregon Jam)
38. 23 lipca 1980 – Ventura, Kalifornia, USA – Pacific Arena
39. 25 lipca 1980 – Phoenix, Arizona, USA – Phoenix Municipal Stadium (festiwal Arizona Jam)
40. 26 lipca 1980 – Los Angeles, Kalifornia, USA – Los Angeles Memorial Coliseum (festiwal Los Angeles Summer Blowout)
41. 27 lipca 1980 – Oakland, Kalifornia, USA – Oakland Coliseum (festiwal Day on the Green)
42. 8 sierpnia 1980 – New Lebanon, Nowy Jork, USA – Lebanon Valley Speedway
43. 9 sierpnia 1980 – Filadelfia, Pensylwania, USA – Spectrum
44. 10 sierpnia 1980 – Hartford, Connecticut, USA – Hartford Civic Arena
45. 12 sierpnia 1980 – Providence, Rhode Island, USA – Providence Civic Center
46. 14 sierpnia 1980 – Trotwood, Ohio, USA – Hara Arena
47. 15 sierpnia 1980 – Evansville, Indiana, USA – Mesker Amphitheatre
48. 16 sierpnia 1980 – Kalamazoo, Michigan, USA – Wings Stadium
49. 17 sierpnia 1980 – Rockford, Illinois, USA – Rockford Speedway (festiwal Rockford Speedway Jam)
50. 19 sierpnia 1980 – Bloomington, Minnesota, USA – Met Center
51. 31 sierpnia 1980 – Honolulu, Hawaje, USA – Aloha Stadium (festiwal Honolulu Summmer Blowout)
52. 5 września 1980 – Lakeland, Floryda, USA – Lakeland Center
53. 6 września 1980 – Jacksonville, Floryda, USA – Jacksonville Coliseum
54. 7 września 1980 – Miami, Floryda, USA – Miami Jai-Alai-Fronton
55. 10 września 1980 – Memphis, Tennessee, USA – Mid-South Coliseum
56. 12 września 1980 – Atlanta, Georgia, USA – Omni Coliseum
57. 14 września 1980 – Fayetteville, Karolina Północna, USA – Cumberland County Memorial Arena
58. 19 września 1980 – New Haven, Connecticut, USA – New Haven Coliseum
59. 20 września 1980 – Boston, Massachusetts, USA – Boston Garden
60. 21 września 1980 – Springfield, Massachusetts, USA – Springfield Civic Arena
61. 23 września 1980 – Lexington, Kentucky, USA – Rupp Arena
62. 25 września 1980 – Greenville, Karolina Południowa, USA – Greenville Memorial Auditorium
63. 26 września 1980 – Charlotte, Karolina Północna, USA – Charlotte Coliseum
64. 27 września 1980 – Charleston, Wirginia Zachodnia, USA – Charlosten Civic Center
65. 29 września 1980 – Kansas City, Missouri, USA – Kansas City Municipal Arena
66. 30 września 1980 – St. Louis, Missouri, USA – Checkerdome
67. 1 października 1980 – Chicago, Illinois, USA – International Amphitheatre
68. 3 października 1980 – Pittsburgh, Pensylwania, USA – Pittsburgh Civic Arena
69. 4 października 1980 – Toledo, Ohio, USA – Toledo Sports Arena
70. 5 października 1980 – Detroit, Michigan, USA – Joe Louis Arena
71. 7 października 1980 – Columbus, Ohio, USA – St. John Arena
72. 8 października 1980 – Indianapolis, Indiana, USA – Market Square Arena
73. 10 października 1980 – Louisville, Kentucky, USA – Freedom Hall
74. 12 października 1980 – Richfield, Ohio, USA – Richfield Coliseum
75. 13 października 1980 – Buffalo, Nowy Jork, USA – Buffalo Memorial Auditorium
76. 14 października 1980 – Landover, Maryland, USA – Capital Centre
77. 16 października 1980 – Rochester, Nowy Jork, USA – Rochester Community War Memorial
78. 17 października 1980 – Hempstead, Nowy Jork, USA – Nassau Coliseum
79. 18 października 1980 – Nowy Jork, Nowy Jork, USA – Madison Square Garden
80. 19 października 1980 – Erie, Pensylwania, USA – Erie County Field House
81. 21 października 1980 – Binghamton, Nowy Jork, USA – Broome County Veterans Memorial Arena
82. 22 października 1980 – Wheeling, Wirginia Zachodnia, USA – Wheeling Civic Center
83. 23 października 1980 – Fort Wayne, Indiana, USA – Allen County War Memorial Coliseum
84. 25 października 1980 – Cincinnati, Ohio, USA – Riverfront Coliseum
85. 1 listopada 1980 – Boise, Idaho, USA – Idaho State Fair Grandstand (koncert niepotwierdzony)
86. 3 listopada 1980 – Salt Lake City, Utah, USA – Salt Palace
87. 4 listopada 1980 – Colorado Springs, Kolorado, USA – Colorado Springs City Auditorium
88. 7 listopada 1980 – Wichita, Kansas, USA – Levitt Arena
89. 8 listopada 1980 – Omaha, Nebraska, USA – Omaha Civic Arena
90. 16 listopada 1980 – Tokio, Japonia – Nakano Sun Plaza (dwa koncerty)
91. 17 listopada 1980 – Tokio, Japonia – Nippon Seinekan
92. 18 listopada 1980 – Tokio, Japonia – Nakano Sun Plaza (odwołany po 70 minutach z powodu choroby gardła Tony’ego Iommiego)
93. 20 listopada 1980 – Kioto, Japonia – Kyoto Kaikan
94. 21 listopada 1980 – Osaka, Japonia – Festival Hall
95. 24 listopada 1980 – Sydney, Australia – Capitol Theatre
96. 25 listopada 1980 – Sydney, Australia – Capitol Theatre
97. 26 listopada 1980 – Sydney, Australia – Capitol Theatre
98. 27 listopada 1980 – Newcastle, Australia – Newcastle Civic Theatre
99. 29 listopada 1980 – Brisbane, Australia – Brisbane Festival Hall
100. 18 stycznia 1981 – Londyn, Anglia – Hammersmith Odeon
101. 19 stycznia 1981 – Londyn, Anglia – Hammersmith Odeon
102. 20 stycznia 1981 – Londyn, Anglia – Hammersmith Odeon
103. 21 stycznia 1981 – Londyn, Anglia – Hammersmith Odeon
104. 23 stycznia 1981 – Bridlington, Anglia – Bridlington Royal Hall
105. 24 stycznia 1981 – Leeds, Anglia – Queens Hall
106. 25 stycznia 1981 – Stafford, Anglia – New Bingley Hall
107. 27 stycznia 1981 – Bristol, Anglia – Colston Hall
108. 28 stycznia 1981 – Cardiff, Walia – Sophia Gardens Pavillon (dwa koncerty)
109. 30 stycznia 1981 – Southampton, Anglia – Southampton Gaumont Theatre
110. 31 stycznia 1981 – Crawley, Anglia – Starlight Ballroom
111. 1 lutego 1981 – Poole, Anglia – Poole Arts Centre
112. 2 lutego 1981 – St Austell, Anglia – Cornwall Coliseum